# Bryconops disruptus
Bryconops disruptus är en fiskart som beskrevs av Machado-allison och Chernoff, 1997. Bryconops disruptus ingår i släktet Bryconops och familjen Characidae. Inga underarter finns listade.